# Hradčovice (stacja kolejowa)
Hradčovice – stacja kolejowa w Hradčovicach, w kraju zlińskim, w Czechach. Znajduje się na wysokości 195 m n.p.m.
Na stacji nie ma możliwości zakupu biletów, a obsługa podróżnych odbywa się w pociągu. 

## Linie kolejowe
- 341 Staré Město u Uh.Hradiště - Vlárský průsmyk